# Вертикально-излучающие лазеры
Вертикально-излучающие лазеры (ВИЛ, VCSEL) — «Поверхностно-излучающий лазер с вертикальным резонатором» — разновидность диодного полупроводникового лазера, излучающего свет в направлении, перпендикулярном поверхности кристалла, в отличие от обычных лазерных диодов, излучающих в плоскости, параллельной поверхности.

## Историческая справка
Первый вертикально-излучающий лазер VCSEL был представлен в 1979 году компаниями Soda, Iga, Kitahara и Yasuharu Suematsu, но устройства для продолжительной работы при комнатной температуре появились только в  1988 году. В 1989 году Джек Джевелл из Bell Labs/Bellcore (включая Акселя Шерера, Сэма Макколла, Юн Хи Ли и Джеймса Харбисона) продемонстрировали более 1 млн. VCSEL на небольшом чипе. Эти первые полностью полупроводниковые VCSEL представили конструктивные особенности, которые всё ещё используются во всех коммерческих VCSEL. Эндрю Ян из Агентства перспективных исследований в области обороны (DARPA) инициировал значительные финансовые средства для НИОКР VCSEL, а затем другие усилия американского правительства и промышленного финансирования. VCSEL заменили излучающие лазеры в применениях для волоконно-оптической связи ближнего действия, таких как Gigabit Ethernet и Fibre Channel, и теперь используются для полосы пропускания канала связи от 1 Гбит/с до 400 Гбит/с.
Исследованием полупроводниковых гетероструктур для высокоскоростной оптоэлектроники занимались в петербургском Физтехе им. А.Ф.Иоффе с 1960-х гг. под руководством Жореса Алфёрова. За развитие этого направления академику Ж.И. Алфёрову совместно с Г. Кремером (США) была присуждена в 2000 году Нобелевская премия по физике. Технология создания на базе таких наногетероструктур сверхскоростных вертикально-излучающих лазеров (VCSEL) была запатентована в Германии.

## Конструкция и производство

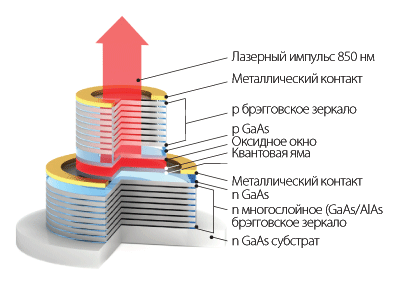
Схема строения вертикально-излучающего лазера

Для изготовления эпитаксиальных гетероструктур применяется  промышленная технология молекулярно-пучковой эпитаксии на подложках арсенида галлия и фосфида индия. Выращивание происходит в условиях высокого вакуума. Поток вещества-источника направляется в виде пучка молекул на подложку - мишень, где происходит осаждение вещества. Так, строго дозируя поток вещества от каждого источника, можно получать полупроводниковый материал различного состава.
Современные варианты конструкции вертикально-излучающих лазеров (VCSEL) основаны на использовании вертикальных оптических микрорезонаторов с зеркалами на основе чередующихся слоёв полупроводниковых материалов различного состава (например, твёрдых растворов AlGaAs c различным содержанием Al). При этом в качестве активной (светоизлучающей) области, как правило, используются одна или несколько квантовых ям. 

## Преимущества
К числу основных преимуществ VCSEL по сравнению с традиционными лазерами относятся малая угловая расходимость и симметричная диаграмма направленности выходного оптического излучения, температурная и радиационная стабильность, групповая технология изготовления и возможность тестирования приборов непосредственно на пластине. Планарная технология ВИЛ позволяет формировать интегрированные линейные массивы и двумерные матрицы с большим количеством индивидуально адресуемых излучателей . 
На практике для достижения высокого быстродействия необходима не только тщательная оптимизация параметров активной области, эпитаксиальной гетероструктуры в целом, а также топологии кристалла VCSEL. 

## Применение
VCSEL применяется в первую очередь для высокоскоростной передачи данных.На сегодняшний день VCSEL, обеспечивающие скорость передачи данных 10 Гб/с, производятся всего несколькими ведущими компаниями, преимущественно для реализации собственных передатчиков.  В то же время, согласно утверждённым планам развития стандарта Infiniband, в кабелях следующего поколения скорость передачи данных должна составлять 26 Гбит/с.  Кроме того, новый интерфейс USB 3.0 будет работать со скоростью 5 Гбит/с с возможностью подключения оптоволокна, при этом протокол передачи данных позволяет достичь 25 Гб/с в ближайшем будущем. Таким образом, на рынке существует потребность в VCSEL, обеспечивающих скорость передачи данных в диапазоне 25 Гбит/с и выше.